# Нанним
Нанни́м (кор. 랑림군?, 狼林郡?) — уезд на востоке провинции Чагандо, КНДР. Уезд был сформирован в 1952 году из частей уездов Чанган и Чанджин в рамках общей реорганизации местного самоуправления. Первоначально являлся частью провинции Хамгён-Намдо, однако в 1954 году был переведен в провинцию Чагандо.

## География
Уезд граничит с уездами Хвапхён, Кимченсук и Кимхёнджик на севере, уездом Пуджон провинции Хамгён-Намдо на востоке и Чанджин на юге, с уездами Чанган, Сонган и Йонним на западе.
Местность гористая, горы Наннимсан и Йонхвасан проходят через уезд. Самой высокой точкой является Йонхвасан, 2355 метров над уровнем моря. Низменные районы уезда находятся примерно на высоте 1000 метров над уровнем моря. Климат холодный, континентальный, с началом заморозков в середине сентября, с их окончанием в середине мая.
Несколько автодорог проходит через уезд, железнодорожная линия соединяет уезд с городом Канге на западе. Главная местная сельскохозяйственная культура — картофель, также выращивают кукурузу, ячмень и пшеницу.
Уезд покрыт лесами.

## Промышленность
Ввиду множества лесных массивов главная промышленность в уезде — лесозаготовительная. Есть два рабочих посёлка лесорубов. Также есть и прочие небольшие производства.